# Zlatar Bistrica
Zlatar Bistrica je općina u Hrvatskoj, u Krapinsko-zagorskoj županiji.

## Zemljopis
Zlatar Bistrica je smještena uz desnu obalu rijeke Krapine, u središtu Hrvatskog zagorja. 
Na prometno frekventnom cestovnom čvoru, pojačanom željezničkom prugom. Susjedne općine su Bedekovčina, Zlatar, Konjščina i Marija Bistrica.

## Stanovništvo
| broj stanovnika | 1084  | 1342  | 1455  | 1799  | 2126  | 2416  | 2605  | 2665  | 2599  | 2610  | 2584  | 2552  | 2598  | 2670  | 2830  | 2600  | 2308  |
|                 | 1857. | 1869. | 1880. | 1890. | 1900. | 1910. | 1921. | 1931. | 1948. | 1953. | 1961. | 1971. | 1981. | 1991. | 2001. | 2011. | 2021. |

| broj stanovnika | 347   | 477   | 518   | 670   | 766   | 876   | 899   | 992   | 1023  | 1046  | 1129  | 1209  | 1426  | 1554  | 1592  | 1532  | 1393  |
|                 | 1857. | 1869. | 1880. | 1890. | 1900. | 1910. | 1921. | 1931. | 1948. | 1953. | 1961. | 1971. | 1981. | 1991. | 2001. | 2011. | 2021. |

## Povijest
Spajanjem zaselaka Donji Brestovec, Gornji Brestovec i Grančari nastala je današnja općina Zlatar Bistrica. Mjesto se uz spomenuta naselja oformilo oko novostvorene željezničke stanice na pruzi Zagreb – Varaždin 1911. godine.
Stanica, a samim time i naselje koje se smjestilo u blizini su ime dobili kombinacijom dva najbliža veća mjesta između kojih se smjestila – Zlataru i Mariji Bistrici, pa otuda i naziv Zlatar Bistrica. 
Od 1962. Zlatar Bistrica je najveća općina u Hrvatskom zagorju s otprilike 33.000 stanovnika. Općinsko sjedište se nalazilo u središtu Zlatar Bistrice, a sama općina obuhvaćala je današnje gradove i općine Budinšćinu, Hrašćinu, Konjščinu, Lobor, Mihovljan, Novi Golubovec, Mače, Zlatar i Zlatar Bistricu.

## Spomenici i znamenitosti
Spomenik Stjepanu Radiću uz Dom kulture u središtu Zlatar Bistrice. 
Svega 2 km od središta Zlatar Bistrice prema Veleškovcu, nedaleko restorana Purga nalazi se kurija Kallayevih iz 1750-te. 
Crkva sv. Lovre u Lovrečanu iz 1334-te g. obnovljena krajem 90-tih godina prošlog stoljeća.

## Obrazovanje
- OŠ "Zlatar Bistrica"

## Kultura
- KUD Kaj

"Od Mure i Drave do Kupe i Save,

Senje nam nigdo ne zruši,

To zemla je moja, moja domaja,

Tu nam je kaj vu duši"
Ovi stihovi popularnog zagorskog pjevača i skladatelja Ivice Pepelka iz pjesme „Kaj vu duši“ možda najbolje oslikavaju Zlatar Bistricu kao mjesto na pola puta od Mure i Drave do Kupe i Save, kojem je „kaj“ stvarno u duši i to Kulturnoumjetničko društvo „Kaj“, jedan od simbola ovog mjesta.
Zlatar Bistrica, naselje koje je to ime dobilo u prošlom stoljeću kao najprikladnije, radi položaja između Zlatara i Marije Bistrice, najviše je bilo poznato po razvijenoj industriji i obrtništvu. Posljedica je to pozicije na raskrižju frekventnih prometnica i željezničke pruge od Zagreba prema Varaždinu. Teška ratna i poratna vremena učinila su da ta slika o uspješnom gospodarstvu potpuno izblijedi, no ubrzo je Zlatar Bistrica postala poznata po nečem drugom, Kulturnoumjetničkom društvu „Kaj“.

## Udruge
- Hrvatski crveni križ - Gradsko društvo crvenog križa Zlatar
- Društvo naša djeca
- Dobrovoljno vatrogasno društvo

- Udruga žena "Zagorska škrinjica"

- Eko udruga "Lijepa naša"
- Udruga umirovljenika Zlatar-Bistrica
- Hrvatska gorska služba spašavanja
- Hrvatsko planinarsko društvo "Javor"
- Lovačka udruga "Šljuka"
- Udruga vinogradara, vinara i podrumara "Brajda"
- Udruga vinogradara, vinara i podrumara "Cetin"

Osnovana 13.12.2013.godine, upisana u registar udruga 10.01.2014.godine.
 Udruga je uz pomoć donacija članova, sponzora i vodstva općine Zlatar Bistrica kupila zemljište sa objektom i time je postala jedna od prvih vinarskih udruga u KZŽ koja ima u posjedu svoje vlastito zemljište i objekt. U bližoj budućnosti plan udruge je sanacija i uređenje objekta sukladno ciljevima udruge. Nad istim je u 2015.god. izvršen proces parcelizacije te je u tijeku završni upis vlasništva.
- Centar za ranosrednjovjekovna istraživanja Zagreb - Lobor
- Lokalna akcijska grupa "Zeleni bregi"

## Šport
Na području općine djeluje nekoliko sportskih udruga. 
- NK Ivančica Zlatar Bistrica
- Teniski klub "Elcon"
- Rukometni klub "Zlatar Bistrica" (županijska liga)
- Ženski rukometni klub "Zlatar Bistrica" (3. hrvatska liga).
- Aeroklub "Bistrica"
- Moto klub "Zlatar Bistrica"
- Biciklistički klub "Zlatar Bistrica"

## Poznate osobe
- Miljenko Brlečić, kazališni, televizijski i filmski glumac, redatelj i producent
- Mladen Jakopec, nekadašnji poduzetnik i nekadašnji član Izvršnog odbora Hrvatskog nogometnog saveza
- Branko Kallay, atletičar i sudionik Olimpijskih igara 1928. u Amsterdamu

## Vanjske poveznice
- Službena web-stranica